# Altmannstein
Altmannstein – gmina targowa w Niemczech, w kraju związkowym Bawaria, w rejencji Górna Bawaria, w regionie Ingolstadt, w powiecie Eichstätt. Leży na terenie Parku Natury Altmühltal, w Jurze Frankońskiej, około 33 km na wschód od Eichstätt, przy linii kolejowej Ingolstadt – Altmannstein.

## Dzielnice
W skład gminy wchodzą następujące dzielnice:
| - Altlaimerstadt - Altmannstein - Berghausen - Hagenhill, Schwabstetten | - Hexenagger - Laimerstadt, Ried - Mendorf, Biber - Neuenhinzenhausen, Sollern - Pondorf, Neuses - Sandersdorf | - Schafshill, Thannhausen - Schamhaupten - Steinsdorf - Tettenwang - Winden, Breitenhill, Megmannsdorf |

## Demografia
Dane o ludności z 31 grudnia 2008:
| Opis                                | Ogółem | Ogółem | Kobiety | Kobiety | Mężczyźni | Mężczyźni |
| ----------------------------------- | ------ | ------ | ------- | ------- | --------- | --------- |
| Jednostka                           | osób   | %      | osób    | %       | osób      | %         |
| Populacja                           | 6814   | 100    | 3402    | 49,93   | 3412      | 50,07     |
| Wiek przedprodukcyjny (0–17 lat)    | 1344   | 19,72  | 653     | 9,58    | 691       | 10,14     |
| Wiek produkcyjny (18–65 lat)        | 4124   | 60,52  | 1992    | 29,23   | 2132      | 31,29     |
| Wiek poprodukcyjny (powyżej 65 lat) | 1346   | 19,75  | 757     | 11,11   | 589       | 8,64      |

## Polityka
Wójtem gminy jest Adam Dierl z CSU/PW, rada gminy składa się z 20 osób.
|      | CSU/PW | SPD/FW | Razem |
| 2008 | 16     | 4      | 20    |
| 2002 | 16     | 4      | 20    |

## Współpraca
Miejscowości partnerskie:
- Bergamo, Włochy
- Hüttenberg, Austria
- Sandersdorf-Brehna, Saksonia-Anhalt